# Кудрания триостренная
Кудрания триостренная (лат. Cudrania tricuspidata) — небольшое двудомное листопадное дерево семейства тутовые (лат. Moraceae), высотой до 6 м, происходящее из Восточной Азии, где иногда культивируется ради сладких съедобных плодов, по форме напоминающих плоды шелковицы, а по вкусу немного хурму.
Листья маленькие, бледно-желтовато-зелёного цвета. Плод — сложная многокостянка, 2,5—5 см диаметром, после созревания красного или тёмно-бордово-красного цвета. Внутри содержится красная мякоть с несколькими маленькими коричневыми семенами, очень похожими на орешки конопли. В условиях субтропиков черноморского побережья в Батумском ботаническом саду плоды созревают в ноябре, после опадения листьев.
В красной мякоти сочного соплодия и листьях кудрании содержится белый сок. На сегодня интродуцирована во многих странах, где климат позволяет её выращивать.